# Dennis Donahue
Dennis Anthony Donahue (* 22. August 1944 in Miami, Florida) ist ein ehemaliger US-amerikanischer Biathlet.
Donahue trat bis 1962 für die Holderness School in Holderness, New Hampshire an und wechselte danach zum Middlebury College, welches er 1966 mit einem Abschluss in Mathematik verließ. Anschließend arbeitete er als Mathelehrer, arbeitete später an der Kimball Union Academy in Meriden, New Hampshire. Zusätzlich trainiert er Skiläufer an verschiedenen Highschools.
Donahue nahm an zwei Olympischen Winterspielen teil. 1972 im japanischen Sapporo belegte er im Einzelrennen den 24. Platz und mit der Staffel Rang 6. In Innsbruck 1976 erreichte er mit der Staffel den 11. Platz.